# Nové Lublice
Nové Lublice är en ort i Tjeckien. Den ligger i den östra delen av landet, 230 km öster om huvudstaden Prag. Nové Lublice ligger 525 meter över havet och antalet invånare är 204.
Terrängen runt Nové Lublice är platt åt nordost, men åt sydväst är den kuperad.Runt Nové Lublice är det ganska glesbefolkat, med 43 invånare per kvadratkilometer. Närmaste större samhälle är Opava, 18,1 km nordost om Nové Lublice. Omgivningarna runt Nové Lublice är en mosaik av jordbruksmark och naturlig växtlighet.